# Ariane Lessard
Ariane Lessard, née en 1990 à Lévis, est une poète, romancière et blogueuse québécoise,.

## Biographie
Ariane Lessard est née en 1990 à Lévis. Elle est détentrice d'un baccalauréat de l'Université Laval en partenariat avec l’Université Paris 3 – Sorbonne Nouvelle, et d'une maîtrise en création littéraire de l'Université du Québec à Montréal. Dans son mémoire de maitrise, elle s'est intéressée « aux narrateurs non fiables, c'est-à-dire ceux qui ne révèlent pas toujours la vérité au lecteur ».
Elle publie son premier roman, Feue, à La Mèche en 2018, un roman qui « sondait les secrets d’une communauté isolée, sur laquelle la mort et le désir avaient installé leur emprise », qui lui vaut d'être finaliste au Rendez-vous du premier roman,,.
Inspiré de son enfance où elle a grandi proche d'un monastère, son second roman, L'École pour filles, « présente, sous la forme d’une œuvre chorale, la vie d’un pensionnat pour filles en plein cœur d’une forêt » parait chez le même éditeur, en 2020, pour lequel elle reçoit également un bon accueil critique,,,.
En 2019, elle co-dirige le collectif Zodiaque à La Mèche, avec Sébastien Dulude en 2019, et publie un texte dans le collectif Stalkeuses, paru chez Québec Amérique, sous la direction de Fanie Demeule et Joyce Baker.
Elle a également fait partie de l'Anthologie féministe Françoise Stéréo, parue chez Moult Editions en 2018. Son écriture « explore le rapport au lieu, à la nature, et à la société, à travers des angles écoféministes, magiques et décoloniaux ».
Lessard a fait partie du collectif Exond&, où elle a exploré la performance et la poésie. Elle « expérimente quotidiennement le costume, la photographie et le texte court ».

## Œuvres

### Roman
- Feue, Montréal, la Mèche, 2018, 191 pages  (ISBN 9782897070816)
- École pour filles, Montréal, La Mèche, 2020, 136 p.  (ISBN 9782897071059)

### Ouvrages collectifs
- Stalkeuses, sous la direction de Fanie Demeule et Joyce Baker, Montréal, Québec Amérique, 2019, 191 p.  (ISBN 9782764437964)
- Zodiaque, sous la direction d'Ariane Lessard et Sébastien Dulude, Montréal, La Mèche, 2019, 224 p.  (ISBN 9782897070939)
- Ce qu'un jeune mari devrait savoir: une oeuvre collective, Montréal, Marchand de feuilles, 2021, 300 p.  (ISBN 9782925059134)

### Anthologies
- Anthologie féministe Françoise Stéréo, Montréal, Moult Editions, 2018, 302 p.  (ISBN 9782924039229)

### Oeuvre en ligne
- Elles habitent une île, 2022. Livre issu résidence de création L'Hôtel des autrice au printemps 2021[9].

## Prix et distinctions
- 2018 : Finaliste au Rendez-vous du premier roman pour Feue[5],[6]